# 20 juin
Pour les articles homonymes, voir Vingt-Juin.
20 mai 20 juillet
Chronologies thématiques
- Croisades
- Ferroviaires
- Sports
- Disney
- Anarchisme
- Catholicisme

Abréviations / Voir aussi
- (° 1852) = né en 1852
- († 1885) = mort en 1885
- a.s. = calendrier julien
- n.s. = calendrier grégorien
- Calendrier
- Calendrier perpétuel
- Liste de calendriers
- Naissances du jour

Le 20 juin est le 171e jour, moins souvent le 172e, de l'année du calendrier grégorien ; il en reste ensuite 194.
Son équivalent était généralement le 2 messidor du calendrier républicain ou révolutionnaire français, officiellement dénommé jour de l'avoine.
Comme les 19 et 22 juin, c'est aussi une date possible mais peu fréquente pour le solstice d'été dans l'hémisphère nord terrestre et celui d'hiver dans l'hémisphère sud et ainsi le début respectif de l'été et de l'hiver dans chacun desdits deux hémisphères, la date la plus fréquente étant le 21 juin.

## Événements

### Vesiècle
- 451 : Attila est vaincu aux champs Catalauniques près de l'actuelle Troyes en Champagne.

### XIVesiècle
- 1347 : Charles de Blois, battu, est fait prisonnier, lors de la bataille de La Roche-Derrien.

### XVIesiècle
- 1622 : victoire de Tilly, à la bataille de Höchst, pendant la guerre de Trente Ans.
- 1631 : sac de Baltimore, par les pirates barbaresques.

### XVIIIesiècle
- 1783 : bataille de Gondelour.
- 1789 : serment du Jeu de Paume.
- 1791 : tentative de fuite de France de son roi Louis XVI, stoppée avec sa famille à Varennes.
- 1792 : journée du 20 juin 1792, le peuple parisien envahit le palais des Tuileries.

### XIXesiècle
- 1862 : Barbu Catargiu, premier ministre roumain, est assassiné.
- 1863 : la Virginie-Occidentale devient le 35e État des États-Unis.
- 1900 : assassinat de Clemens von Ketteler précipitant la guerre des Boxers.

### XXesiècle
- 1942 : Kazimierz Piechowski parvient à s'évader du camp de concentration d'Auschwitz.
- 1944 : victoire américaine décisive, à la bataille de la mer des Philippines, pendant la Guerre du Pacifique.
- 1954 : résolution no 104, à propos d'une question présentée par le Guatemala.
- 1956 : résolution no 115 des Nations-Unies, pour l'admission de nouveaux membres, dont le Maroc.
- 1960 : 
  - indépendance de la Fédération du Mali.
  - Norodom Sihanouk prête serment en tant que « chef d'État » du royaume du Cambodge, ce qui lui permet d'exercer les pouvoirs de roi sans en avoir le titre.
- 1973 : massacre d'Ezeiza, commis par les snipers de la Triple A.
- 1991 : Berlin redevient la capitale de l'Allemagne, en cours de réunification.

### XXIesiècle
- 2001 : Pervez Musharraf devient président du Pakistan.
- 2010 : victoire de Juan Manuel Santos, à l’élection présidentielle en Colombie.
- 2012 : 
  - ouverture de Rio+20.
  - Antónis Samarás devient premier ministre de Grèce.
- 2015 : attentat à Graz.
- 2021 : en Arménie, les élections législatives ont lieu afin de renouveler les membres de l'Assemblée nationale, de manière anticipée à la suite des tensions causées par la défaite arménienne dans la guerre de 2020 au Haut-Karabagh[2]. Le parti du Premier ministre Nikol Pachinian remporte le scrutin[3].

## Arts, culture et religion
- 1888 : lettre encyclique Libertas Præstantissimum du pape Léon XIII sur la liberté humaine.
- 1975 : Sortie du film Les Dents de la mer de Steven Spielberg.
- 1994 : Première diffusion de la série d'animation Docteur Globule au Royaume-Uni.
- 2006 : inauguration du musée d'ethnologie et des arts premiers du quai Branly à Paris 15e sous l'impulsion du président français de la République Jacques Chirac.

## Sciences et techniques
- 1840 : brevet accordé à Samuel Morse pour l'invention du télégraphe électrique.
- 1894 : le bactériologiste Alexandre Yersin découvre le bacille de la peste.
- 1908 : l'Office Allemand des Brevets et des Marques accorde un brevet à Melitta Bentz, pour son filtre à café.
- 1939 : Erich Warsitz effectue le premier vol d'un avion à moteur de fusée à combustible liquide[pas clair] le Heinkel He 176.
- 1990 : découverte de l'astéroïde (5261) Eurêka.

## Économie et société
- 1946 : ouverture du cabaret "Le Lido" à Paris.
- 1966 : fondation de SOS Médecins par le médecin généraliste parisien Marcel Lascar[4].
- 1992 : réintroduction en Estonie de la couronne estonienne, en remplacement du rouble russe.
- 2003 : création officielle de la Wikimedia Foundation.
- 2010 : grève des joueurs français, lors de la Coupe du monde de football.
- 2016 : un attentat tue au moins 14 personnes, à Kaboul, en Afghanistan.
- 2020 : une attaque terroriste survient à Reading au Royaume-Uni et y entraîne 3 morts et 3 blessés graves[5].
- 2023 : au Honduras, 46 personnes meurent et plusieurs sont blessées au cours d'une émeute survenue dans une prison pour femmes[6].

## Naissances

### XIesiècle
- 1005 : Ali az-Zahir (الظاهر بالله) / Abû al-Hasan “az-Zâhir bi-llah”, `Ali ben al-Hâkim ou `Ali az-Zâhir dit “az-Zâhir bi-llah”, septième calife fatimide et roi de Damas de 1021 à 1036, roi d'Alep de 1021 à 1024 († 13 juin 1036).

### XIVesiècle
- 1389 : Jean de Lancastre, prince royal et connétable d’Angleterre, fils du roi Henri IV, frère du roi Henri V, oncle du roi Henri VI († 14 septembre 1435).

### XVesiècle
- 1469 : Jean Galéas Sforza, duc de Milan († 22 octobre 1494).
- 1485 : Astorre III Manfredi, seigneur de Faenza († 9 juin 1502).

### XVIesiècle
- 1566 : Sigismond III, roi de Pologne et grand-duc de Lituanie de 1587 à 1632, et roi de Suède de 1592 à 1599 († 19 avril 1632).

### XVIIesiècle
- 1634 : Charles-Emmanuel II, duc de Savoie et prince de Piémont de 1638 à 1675 († 12 juin 1675).
- 1647 : Jean-Georges III, électeur de Saxe de 1680 à 1691 († 12 septembre 1691).

### XVIIIesiècle
- 1743 : Jean Florimond Gougelot, général de la Révolution française († 11 mai 1795).
- 1761 : Jakob Hübner, entomologiste allemand († 13 septembre 1826).
- 1763 : Theobald Wolfe Tone, nationaliste irlandais († 19 novembre 1798).
- 1777 : Jean-Jacques Lartigue, prélat québécois, premier évêque de Montréal († 19 avril 1840).
- 1786 : Marceline Desbordes-Valmore, poétesse française († 23 juillet 1859).
- 1793 : Aleksander Fredro, poète, dramaturge et auteur de pièces de théâtre polonais († 15 juillet 1876).

### XIXesiècle
- 1819 : Jacques Offenbach, musicien français († 5 octobre 1880).
- 1870 : Georges Dufrénoy, peintre français († 9 décembre 1943).
- 1884 : Pierre Henri Cami, humoriste français († 3 novembre 1958).
- 1885 : Allan Riverstone McCulloch, zoologiste australien († 1er septembre 1925).
- 1887 :
  - Émile-Bernard Donatien, cinéaste, décorateur et acteur français († 8 novembre 1955).
  - Kurt Schwitters, peintre, sculpteur et poète allemand († 8 janvier 1948).
- 1890 : Eugène Deloncle, homme politique français († 7 janvier 1944).
- 1896 : Wilfrid Pelletier, pianiste et chef d’orchestre québécois († 9 avril 1982).
- 1899 : Jean Moulin, homme politique et résistant français († 8 juillet 1943).

### XXesiècle
- 1902 : Milman Parry, philologue américain († 3 décembre 1935).
- 1906 : Robert King, athlète américain, champion olympique en saut en hauteur en 1928 († 29 juillet 1965).
- 1907 : Jimmy Driftwood (en), compositeur américain de folk et de country († 12 juillet 1998).
- 1909 : Errol Flynn, acteur américain († 14 octobre 1959).
- 1913 : Juan de Borbón y Battenberg, infant d'Espagne († 1er avril 1993).
- 1914 : 
  - Muazzez İlmiye Çığ, archéologue turque.
  - Gordon Juckes (en), gestionnaire de hockey sur glace canadien († 5 octobre 1994).
- 1915 : Terence Young, scénariste et réalisateur britannique († 7 septembre 1994).
- 1916 : 
  - Jean-Jacques Bertrand, homme politique canadien, Premier ministre du Québec de 1968 à 1970 († 22 février 1973).
  - Hans von Blixen-Finecke, cavalier suédois, double champion olympique († 16 février 2005).
- 1921 :
  - Yves Hervouet, chercheur et sinologue français († 29 janvier 1999).
  - Pancho Segura, joueur de tennis américain d'origine équatorienne († 18 novembre 2017).
- 1922 : Jacques Duntze, aviateur et résistant français († 6 février 1995).
- 1924 :
  - Chet Atkins, musicien américain († 30 juin 2001).
- 1925 : 
  - Cy Strulovitch, joueur canadien de basket-ball († 11 juin 2020).
  - Audie Murphy, acteur américain († 28 mai 1971).
- 1926 : 
  - Louis Berlinguet, chimiste québécois († 21 janvier 2018).
  - Antonio Luis Martínez, joueur philippin de basket-ball.
  - Guy de Muyser, maréchal de la Cour honoraire du Grand-Duc de Luxembourg.
- 1928 :
  - Enrique Baliño, joueur uruguayen de basket-ball († 14 octobre 2018).
  - Martin Landau, acteur américain († 15 juillet 2017).
  - Jean-Marie Le Pen, homme politique français († 7 janvier 2025).
- 1929 : Edgar Miles Bronfman, homme d'affaires canado-américain († 21 décembre 2013).
- 1930 : Janine Souchon, actrice française († 6 janvier 2011).
- 1931 :
  - Olympia Dukakis, actrice américaine († 1er mai 2021).
  - Mary Lowe Good, chimiste américaine († 20 novembre 2019).
- 1933 :
  - Danny Aiello, acteur américain († 12 décembre 2019).
  - Claire Tomalin, journaliste et biographe britannique.
  - Jean Boiteux, nageur français, champion olympique en 1952 († 11 avril 2010).
- 1934 : 
  - Terrence Evans, acteur américain († 7 août 2015).
  - Moje Menhardt, peintre autrichienne.
  - Graham Leggat, joueur  et entraîneur de football écossais († 29 août 2015).
  - Rossana Podestà, actrice italienne († 10 décembre 2013).
  - Anne Sylvestre (Anne-Marie Thérèse Beugras dite), chanteuse et auteure-compositrice-interprète française († 30 novembre 2020).
- 1935 : Len Dawson, joueur de football américain.
- 1936 : Billy Guy (en), chanteur américain du groupe The Coasters († 5 novembre 2002).
- 1937 : Jerry Keller (en), chanteur et compositeur américain.
- 1940 : 
  - Marcel Duriez, athlète français, spécialiste du 110 mètres haies.
  - John Mahoney : Acteur américain.
- 1941 :
  - Stephen Frears, réalisateur britannique.
  - Ulf Merbold, spationaute allemand.
- 1942 :
  - Raphaël Rebibo, réalisateur, scénariste et producteur de cinéma franco-israélien.
  - Brian Wilson, musicien américain du groupe The Beach Boys.
- 1943 : Louis Cardiet dit parfois Loulou Cardiet, footballeur français et breton vainqueur de deux Coupes de France avec Rennes († 28 avril 2020).
- 1945 :
  - James F. Buchli, astronaute américain.
  - Anne Murray, chanteuse et actrice canadienne.
- 1946 : 
  - Ahmed Benbitour, homme d'État algérien.
  - André Watts, pianiste américain († 12 juillet 2023).
- 1947 :
  - Dolores "LaLa" Brooks (en), chanteuse américaine du groupe The Crystals.
  - Candy Clark, actrice américaine.
  - Gérard Collomb, homme politique français, Maire de Lyon (2001-2020) et Ministre de l'intérieur en 2017-2018 († 23 novembre 2023).
  - Raoul-Pierre Guéguen, pentathlonien français, médaillé olympique.
- 1948 :
  - Alan Longmuir (en), bassiste écossais du groupe Bay City Rollers († 2 juillet 2018).
  - Gary E. Payton, astronaute américain.
- 1949 : Lionel Richie, chanteur américain.
- 1950 : Gudrun Landgrebe, actrice allemande.
- 1952 : John Goodman, acteur américain.
- 1953 :
  - Brian Duffy, astronaute américain.
  - Ulrich Mühe, acteur allemand († 22 juillet 2007).
  - Larry Riley (en), acteur et musicien américain († 6 juin 1992).
- 1954 :
  - Michael Anthony, musicien américain du groupe Van Halen.
  - Catherine Ceylac, journaliste française.
  - Ilan Ramon, astronaute israélien († 1er février 2003).
  - Harald Jährling, rameur d'aviron est-allemand, double champion olympique.
- 1959 : 
  - Louise Bessette, pianiste québécoise.
  - Philippe Marlaud, acteur français († 18 août 1981).
- 1960 : John Taylor, musicien britannique du groupe Duran Duran.
- 1961 : Eric Miles Williamson, écrivain américain.
- 1963 : Caroline Diament, chroniqueuse et animatrice de radio et de télévision française.
- 1964 :
  - Philippe Di Folco, écrivain et scénariste français.
  - Éric Lartigau, réalisateur français.
- 1965 : Benoît Brière, acteur québécois.
- 1966 : François Morency, humoriste et animateur de radio québécois.
- 1967 : 
  - Edu Ardanuy, guitariste brésilien.
  - Pat Jablonski, joueur professionnel américain de hockey sur glace.
  - Nicole Kidman, actrice australienne.
  - Luigi de Magistris, magistrat et homme politique italien.
  - Germán Martínez Cázares, homme politique mexicain, Secrétaire de la Fonction Publique du Mexique de 2006 à 2007.
  - Angela Melillo, actrice et danseuse italienne.
  - Jean-Christophe Parisot de Bayard, haut fonctionnaire français († 18 octobre 2020).
  - Guillaume Vuilletet, homme politique français.
- 1968 :
  - Tonya Kinzinger, actrice américaine.
  - Robert Rodriguez, réalisateur américain.
- 1969 :
  - Giovanni Lombardi, coureur cycliste italien.
  - MaliVai Washington, joueur de tennis américain.
- 1971 :
  - Josh Lucas, acteur américain.
  - Rodney Rogers, basketteur américain.
  - Jeordie White, musicien américain.
- 1973 : Tom Wlaschiha, acteur allemand.
- 1974 : Attila Czene, nageur hongrois.
- 1975 : Daniel Zítka, footballeur tchèque.
- 1976 :
  - Juliano Haus Belletti, footballeur brésilien.
  - Jarrad Paul, acteur américain.
- 1977 : Power Paola, dessinatrice équatorienne de bande dessinée.
- 1978 :
  - Frank Lampard, footballeur anglais.
  - Amos Lee, musicien américain.
  - Leonardo Rodrigues, joueur de volley-ball brésilien.
- 1979 : Ben (Cédric Ben Abdallah dit), humoriste français.
- 1980 :
  - Franco Semioli, footballeur italien.
  - Fabian Wegmann, cycliste sur route allemand.
- 1981 : Angerfist (Danny Masseling dit), musicien néerlandais.
- 1982 :
  - Andrew Baddeley, athlète de demi-fond britannique.
  - Example (Elliot John Gleave dit), rappeur britannique.
- 1984 : 
  - Hassan Adams, basketteur américain.
  - Amir Haddad auteur-compositeur-interprète français
- 1985 :
  - Darko Miličić, basketteur serbe.
  - Caroline Polachek, autrice-compositrice et chanteuse américaine.
  - Jean-Victor Traoré, basketteur franco-burkinabé.
- 1986 : Allie Quigley, basketteuse américaine naturalisée hongroise.
- 1989 :
  - Ana Cata-Chitiga, basketteuse franco-roumaine.
  - Pierre Lottin, acteur français.
  - Javier Pastore, footballeur italo-argentin.
  - Matthew Raymond-Barker, chanteur britannique.
- 1991 : Touty Gandega, basketteuse française.
- 1992 : Patryk Dudek, pilote de Speedway polonais.
- 1993 : Maxime Pauty, escrimeur français.
- 1994 : Krystian Gryglewski, escrimeur polonais.
- 1998 :
  - Oshae Brissett, basketteur canadien.
  - Kristof Ulenaers, golfeur belge.
- 2000 : 
  - Mohanad Ali, footballeur irakien.
  - Matthew Boling, athlète américain.
  - Andrea Stojadinov, judokate serbe.

### XXIesiècle
- 2003 : 
  - Hans Niemann, joueur d'échecs américain
  - Zeina Sharaf, gymnaste égyptienne.

## Décès

### IXesiècle
- 840 : Louis Ier dit le Pieux, roi d'Aquitaine jusqu'en 814 puis empereur d'Occident de 814 à sa mort, fils de Charlemagne et lui-même ascendant de rois et empereurs francs carolingiens, pionnier de la longue lignée des rois des Francs puis de France prénommés Louis (° 778).

### XVIesiècle
- 1597 : Willem Barents, navigateur néerlandais (° 1550).

### XVIIIesiècle
- 1787 : Karl Friedrich Abel, compositeur allemand (° 22 décembre 1723).
- 1794 : Félix Vicq d'Azir, médecin et anatomiste français (° 23 avril 1748).

### XIXesiècle
- 1815 :
  - George Montagu, naturaliste britannique (° 1753).
  - Guillaume Philibert Duhesme, militaire français (°  7 juillet 1766).
- 1837 : Guillaume IV, roi du Royaume-Uni et de Hanovre de 1830 à 1837 (° 21 août 1765).
- 1870 : Jules de Goncourt, écrivain français (° 17 décembre 1830).
- 1886 :
  - Jules-Denis Le Hardy du Marais, évêque français (° 7 janvier 1833).
  - César Poulain, industriel et homme politique français (° 27 novembre 1822).
- 1898 : Pierre Antoine Deblois, agriculteur, marchand et homme d'affaires québécois (° 3 octobre 1815).
- 1900 : Clemens von Ketteler assassiné.

### XXesiècle
- 1912 : Voltairine de Cleyre, théoricienne et militante anarchiste américaine (° 17 novembre 1866).
- 1933 : Clara Zetkin, femme politique allemande (° 5 juillet 1857).
- 1944 : 
  - Bessie Te Wenerau Grace, enseignante et éducatrice maorie néo-zélandaise (° 28 octobre 1889).
  - Jean Zay, homme politique français (° 6 août 1904).
- 1945 : Jacques André Fouilhoux, architecte américain d'origine française (° 27 septembre 1879).
- 1947 : Bugsy Siegel (Benjamin Siegelbaum dit), bandit américain (° 28 février 1906).
- 1958 : Kurt Alder, chimiste allemand, prix Nobel de chimie en 1950  (° 10 juillet 1902).
- 1962 : Assar Hadding, géologue suédois (° 10 janvier 1886).
- 1966 : Georges Lemaître, prêtre, astronome et physicien belge (° 17 juillet 1894).
- 1972 : Howard Johnson (en), homme d'affaires américain, fondateur de la chaîne d’hôtels qui porte son nom (° 2 février 1897).
- 1978 : Mark Robson, réalisateur américain d’origine canadienne (° 4 décembre 1913).
- 1983 : Rosy Carita[7], coiffeuse puis cosméticienne française d'origine espagnole (° 1914)[8],
  - avec sa sœur aînée Maria (1913 - 6 septembre 1978) et leur neveu Christophe (1946-1991).
- 1995 : Emil Cioran, philosophe et écrivain roumain (° 8 avril 1911).
- 1997 : Lawrence Payton (en), chanteur, compositeur et réalisateur artistique américain du groupe The Four Tops (° 2 mars 1938).
- 1998 : Antonios Tarabay, moine et ermite maronite libanais (° 1911).

### XXIesiècle
- 2001 : Gina Cigna, cantatrice italienne (° 6 mars 1900).
- 2002 :
  - Erwin Chargaff, biochimiste américain (° 11 août 1905).
  - Timothy Findley, écrivain canadien (° 30 octobre 1930).
- 2003 : Hiroko Matsumoto, mannequine japonaise en particulier pour Pierre Cardin (° 11 août 1935).
- 2005 : 
  - Larry Collins, écrivain et journaliste américain (° 14 septembre 1929).
  - Jack Kilby, ingénieur américain (° 8 novembre 1923).
- 2006 : Claydes Charles Smith (en), musicien américain du groupe Kool & The Gang (° 6 septembre 1948).
- 2011 : Ryan Dunn, acteur américain (° 11 juin 1977).
- 2013 : Jean-Louis Scherrer, créateur de mode de haute couture français (° 19 février 1935).
- 2016 :
  - Benoîte Groult, romancière française jurée du prix Fémina et veuve de Paul Guimard (° 31 janvier 1920).
  - Edgard Pisani, ancien ministre du général de Gaulle (° 9 octobre 1918).
  - Julio Rojas Buendía, avocat et musicien colombien (° 29 juillet 1959).
- 2017 : 
  - Sergueï Mylnikov, joueur professionnel russe de hockey sur glace (° 6 octobre 1958).
  - Prodigy (Albert Johnson dit), rappeur américain (° 2 novembre 1974).
- 2018 : baron Édouard-Jean Empain, homme d’affaires belge (° 7 octobre 1937).
- 2022 : 
  - Regimantas Adomaitis, acteur de théâtre et de cinéma, soviétique puis lituanien (° 31 janvier 1937).
  - Sture Allén, professeur suédois de linguistique informatique (° 31 décembre 1928).
  - Jordi Bonet i Armengol, architecte, activiste culturel et dirigeant du scoutisme espagnol (° 12 mai 1925).
  - Kurt Equiluz, ténor autrichien (° 13 juin 1929).
  - Mauricio Quiroga, coureur cycliste argentin (° 13 mars 1992).
  - Eldar Salayev, physicien soviétique puis azerbaïdjanais (° 31 décembre 1933).
  - Caleb Swanigan, basketteur américain (° 18 avril 1997).
- 2023 : 
  - Jean-Marie Aubron, homme politique français (° 30 décembre 1937).
  - Sungbong Choi, chanteur sud-coréen (° 18 février 1990).
  - El Pasador, musicien italien (° 29 août 1932).
  - Claude Sarraute, journaliste et femme de lettres française (° 24 juillet 1927).

## Célébrations

### Internationales
- Nations unies : journée mondiale des réfugiés[9] établie par l'Assemblée générale des Nations unies le 4 décembre 2000.
- Date possible pour une journée internationale du surf le troisième samedi du mois de juin[10].
- Journée internationale du tennis[11].

### Nationales
- Argentine : Día de la Bandera / « fête du drapeau ».
- Érythrée (Union africaine) : fête des martyrs[12].
- États-Unis d'Amérique du Nord : ice cream soda day / « journée du soda à la crème glacée »[13].
- Virginie-Occidentale (États-Unis) : fête de l'État de Virginie-Occidentale (en).

### Saints des Églises chrétiennes

#### Saints des Églises catholiques et orthodoxes
Référencés ci-après in fine, :
- Adalbert de Magdebourg († 981), moine de Saint-Maximin de Trèves, supérieur de l'abbaye de Wissembourg près de Spire, enfin premier évêque de Magdebourg en Saxe.
- Bain de Thérouanne (en) († vers 710) -ou « Bagne »-, d'origine irlandaise, moine de Saint-Wandrille à Saint-Wandrille-Rançon / Fontenelle en Normandie puis évêque de Thérouanne.
- Gemma de Saintonge († vers 109), originaire du Portugal, vierge légendaire réputée très belle et distinguée, martyre.
- Gobain de Coucy (saint Gobain, † vers 670), moine d'origine irlandaise, apôtre en Grande-Bretagne puis ermite près de Laon.
- Govan (VIe siècle), moine au Pays de Galles.
- Latuin (Ve siècle) -ou « Lain »-, premier évêque de Sées en Normandie.
- Méthode d'Olympe († 312) -ou « Méthode de Patare »-, évêque de Patare en Lycie et martyr (voir par ailleurs Cyrille et Méthode).
- Silvère († 537), 58e pape de 536 à 537 et martyr ; fête locale, fêté principalement le 2 décembre[16] (et le pape st Sylvestre les 31 décembre).

#### Saints et bienheureux des Églises catholiques
référencés ci-après :
- Balthazar de Torres († 1626), bienheureux prêtre jésuite espagnol, l'un des 87 martyrs d'une grande persécution à Nagasaki au Japon.
- Dermot O'Hurley († 1584), bienheureux évêque irlandais martyr.
- François Pacheco († 1626), bienheureux prêtre jésuite portugais, martyr à Nagasaki.
- Gaspar Sadamatsu († 1626), bienheureux frère jésuite japonais, martyr à Nagasaki.
- Jean-Baptiste Zola († 1626), bienheureux prêtre jésuite avec Vincent Caun laïc, martyrs à Nagasaki.
- Pierre Rinsei, Jean Kisaku, Michel Tozo et Paul Kinsuke († 1626), bienheureux laïcs japonais martyrs.
- Jean de Matera († 1199), moine bénédictin italien, fonda un monastère à Pulsano.
- Margaret Ball († 1584), bienheureuse laïque irlandaise martyre.
- Marguerite Ebner († 1351), bienheureuse religieuse dominicaine et mystique allemande.
- Thomas Whitebread, William Harcourt, John Fenwick, John Gavan, Anthony Turner († 1679), bienheureux prêtres jésuites anglais martyrs.

#### Saints orthodoxes?
Outre les saints œcuméniques voire pré-schismatiques ci-avant, aux dates parfois "juliennes" / orientales) ...
- Calliste Ier († 1363), patriarche œcuménique de Constantinople.
- Gleb de Vladimir († 1175) qui aurait été le fils du prince André Ier Bogolioubski, prince de la principauté de Vladimir-Souzdal ou Vladimir en Russie.
- Nicolas Cabasilas († entre 1391 et 1397), pieux laïc de Thessalonique, écrivain hésychaste (voir st Nicolas des 6 décembre, Colette les 6 mars).

### Prénoms du jour
Bonne fête aux Silvère et ses variantes : Silver (en anglais), Silverius (en allemand), Silverio (en espagnol castillan et italien), Sylweriusz (en polonais), Silvério (en portugais), Sylvère, etc. (voir les saints-Sylvestre fins décembre etc., Sylvie débuts novembre, Sylvain, etc.).
Et aussi aux :
- Balthazar, Baltazar (fête majeure vers les 6 janvier ci-avant),
- aux Gobain,
- Marcan et ses variantes autant bretonnes : Marc'han, Markan, etc.

## Traditions et superstitions

### Dictons
- « À saint-Gobain, le bois prend feuilles, la futaie pousse à vue d'œil. »[17]
- « Pluie d'orage à la saint-Silvère, c'est beaucoup de vin dans le verre. »[18]
- « Saint-Silvère froid et pluvieux, annonce un été radieux. »[19]

### Astrologie
Signe du zodiaque : 30e et avant-dernier jour du signe astrologique des Gémeaux.

## Toponymie
Les noms de plusieurs voies, places, sites ou édifices de pays ou régions francophones contiennent cette date sous diverses graphies : voir Vingt-Juin .